# Badlands (Bruce Springsteen)
Badlands is een nummer van de Amerikaanse artiest Bruce Springsteen. Het nummer verscheen op zijn album Darkness on the Edge of Town uit 1978. In augustus van dat jaar werd het nummer uitgebracht als de tweede single van het album.

## Achtergrond
Springsteen bedacht de titel "Badlands" voordat hij begon met het schrijven van het nummer. Hij vond dat het een goede titel was, maar dat het makkelijk was om het weg te gooien omdat hij er geen goed nummer omheen kon schrijven. Het nummer gaat over een man die weinig geluk heeft, boos is op de wereld en vindt dat hij een beter leven verdient.
De gitaarriff is gebaseerd op de versie van The Animals van "Don't Let Me Be Misunderstood". In 2012 vertelde Springsteen in een speech op het South by Southwest-festival over de invloed van The Animals op het album Darkness on the Edge of Town. Vervolgens speelde hij de riffs van de nummers achter elkaar en zei "Luister, jongelui! Dit is hoe je succesvol iets steelt!"
"Badlands" was geen grote hit; het bereikte slechts de 42e plaats in de Billboard Hot 100. Het nummer is wel populair op classic rock-radiostations en is een favoriet bij zowel de fans als bij Springsteen zelf. Het tijdschrift Rolling Stone plaatst het nummer op de tweede plaats van beste Springsteen-nummers, enkel achter "Born to Run". Het is tevens na datzelfde "Born to Run" het op een na meest gespeelde nummer tijdens concerten van Springsteen.

## NPO Radio 2 Top 2000
| Nummer met noteringen in de NPO Radio 2 Top 2000 | '09 | '10 | '11 | '12 | '13 | '14 | '15 | '16 | '17 | '18 | '19 | '20 | '21 | '22 | '23 | '24 |
| ------------------------------------------------ | --- | --- | --- | --- | --- | --- | --- | --- | --- | --- | --- | --- | --- | --- | --- | --- |
| Badlands                                         | 389 | 360 | 415 | 320 | 280 | 362 | 444 | 415 | 457 | 607 | 529 | 702 | 669 | 618 | 509 | 402 |

1. ↑  Een vetgedrukt getal geeft de hoogste notering aan.
2. ↑  2009 was het eerste jaar met een notering voor dit nummer.

E Street Band: Bruce Springsteen · Roy Bittan · Nils Lofgren · Patti Scialfa · Garry Tallent · Steven Van Zandt · Max Weinberg
Jake Clemons · Charles Giordano · Soozie Tyrell
Voormalige leden: Ernest Carter · Clarence Clemons · Danny Federici · Vini Lopez · David Sancious
Voormalige tourmuzikanten:
Everett Bradley · Barry Danielian · Clark Gayton · Curtis King · Suki Lahav · Ed Manion · The Miami Horns · Cindy Mizelle · Michelle Moore · Tom Morello · Curt Ramm · Jay Weinberg